# Faro de Águilas
El faro de Águilas está situado en la ciudad de Águilas (Murcia), justo al lado del puerto principal de la ciudad en la bahía de Levante y a los pies del castillo de San Juan de las Águilas. Está dentro de la provincia marítima de Cartagena.

## Historia
El primer faro, una torre octogonal de color gris claro, entró en servicio el día 30 de agosto de 1860. La luz estaba situada a 14.6 m s. n. m. y a 7.6 m sobre el terreno. La linterna era también octogonal pero de color verde, siendo la cúpula de color blanco. El faro se electrificó en 1922 y sufrió varias modificaciones y obras de mejora para reparar desperfectos causados por los temporales de 1927, 1928 y 1953. Finalmente fue derribado para dejar sitio al faro actual, que comenzó a operar en el año 1973.
Situado a 30 m s. n. m., está formado por una torre cilíndrica de hormigón pintada con bandas blancas y negras. Su altura es de 23 metros y su diámetro de 3 y tiene un alcance de 13 millas náuticas (24 kilómetros). Su luz es blanca, con un ciclo de 2 destellos cada 5 s (GpD(2)B 5s).